# 穂積村 (福島県)
穂積村（ほづみむら）は福島県安積郡にかつて存在した村である。

## 地理
- 現在の郡山市の南部に位置する。

## 歴史

### 村域の変遷
- 1889年（明治22年）4月1日 - 町村制施行により、大谷村・山口村・駒屋村・八幡村・野田村が合併し安積郡穂積村が発足。
- 1955年（昭和30年）3月10日 - 穂積村は三和村と安積町の一部（川田）とともに合併し三穂田村が発足。穂積村は消滅。
- 1965年（昭和40年）5月1日 - 三穂田村は郡山市と安積郡富久山町・日和田町・熱海町・安積町・喜久田村・逢瀬村・片平村・湖南村と田村郡田村町とともに合併し郡山市が発足。三穂田村は消滅。

変遷表
| 1868年 以前 | 1868年 以前 | 明治9年        | 明治12年 | 明治22年 4月1日 | 昭和30年 3月10日 | 昭和40年 5月1日 | 現在   |
| ----------- | ----------- | -------------- | -------- | --------------- | ---------------- | --------------- | ------ |
|             | 大谷村      | 山野辺村の一部 | 大谷村   | 穂積村          | 三穂田村         | 郡山市          | 郡山市 |
|             | 山口村      | 山野辺村の一部 | 山口村   | 穂積村          | 三穂田村         | 郡山市          | 郡山市 |
|             | 駒屋村      | 穂積村の一部   | 駒屋村   | 穂積村          | 三穂田村         | 郡山市          | 郡山市 |
|             | 八幡村      | 穂積村の一部   | 八幡村   | 穂積村          | 三穂田村         | 郡山市          | 郡山市 |
|             | 野田新田村  | 穂積村の一部   | 野田村   | 穂積村          | 三穂田村         | 郡山市          | 郡山市 |

## 大字
- 山口（やまぐち）
- 大谷（おおや）
- 駒屋（こまや）
- 八幡（やわた）
- 野田（のだ）

## 人口・世帯

### 人口
総数 [単位： 人]
| 1889年（明治22年） | 1,660 |
| 1920年（大正 9年） | 2,194 |
| 1947年（昭和22年） | 3,145 |

### 世帯
総数 [単位： 世帯]
| 1920年（大正 9年） | 366 |
| 1947年（昭和22年） | 486 |